# بوون
بون (بالفرنسية: Beaune)‏ هي عاصمة منطقة بورغندي تقع في إقليم كوت دور في شرق فرنسا.
تقع بين مدينتي باريس وجنيف. بون هي واحدة من مراكز النبيذ الرئيسية في فرنسا، ومركز إنتاج نبيذ بورغندي. مزاد النبيذ السنوي في (Hospices de Beaune) هو مزاد النبيذ الأساسي في فرنسا. تعتبر بوون «عاصمة نبيذ بُرغونية». في عام 2015، بلغ عدد سكان بوون 21.661 نسمة، مما يجعلها ثاني بلدية في كوت دور من حيث السكان.

## توأمة
لبوون اتفاقيات توأمة مع كل من:
- بنسهايم
- Malmedy [الإنجليزية]‏
- كرمس آن در دوناو

## صور

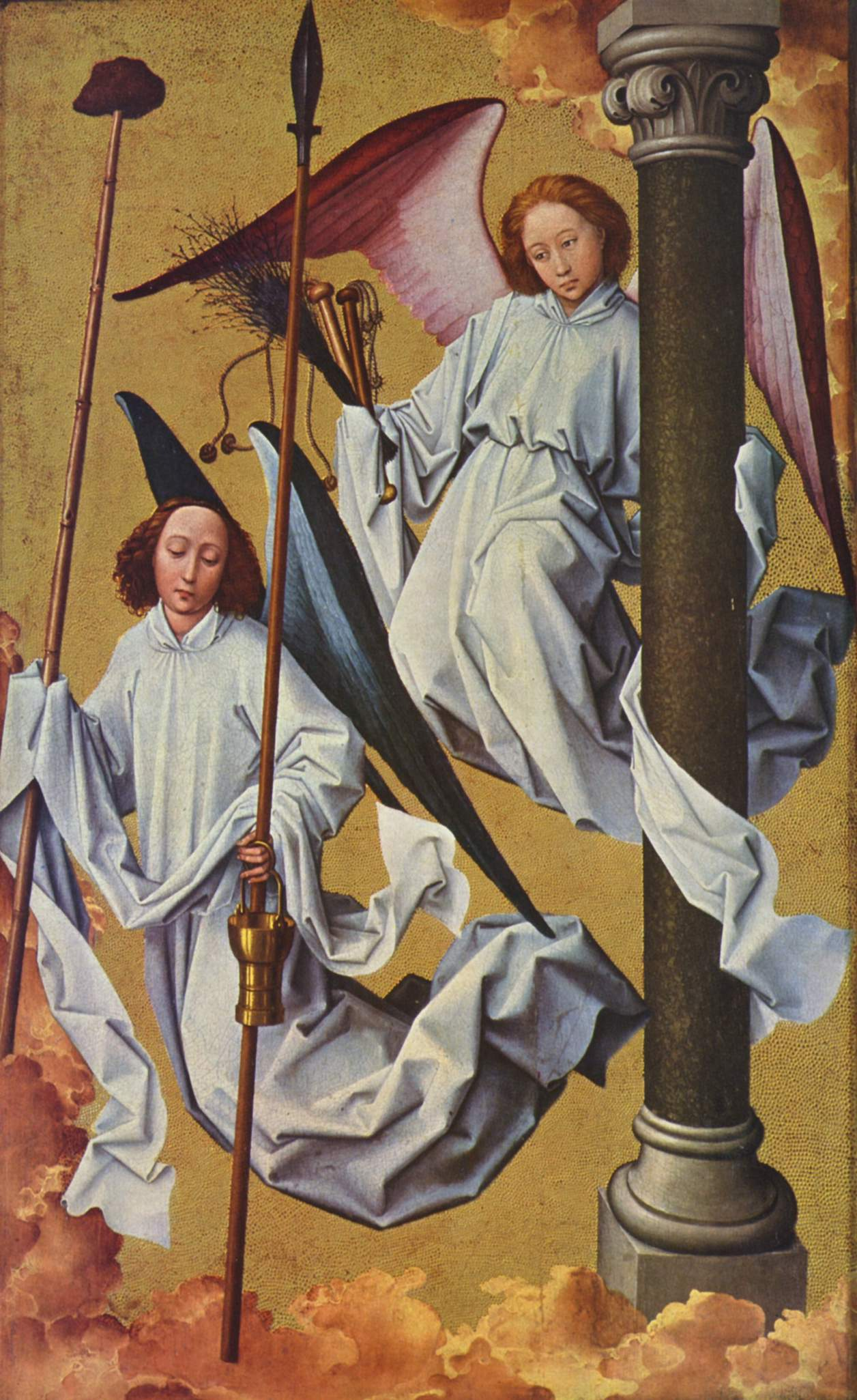
لوحة المذبح لمدينة بون في نزل Hospices de Beaune
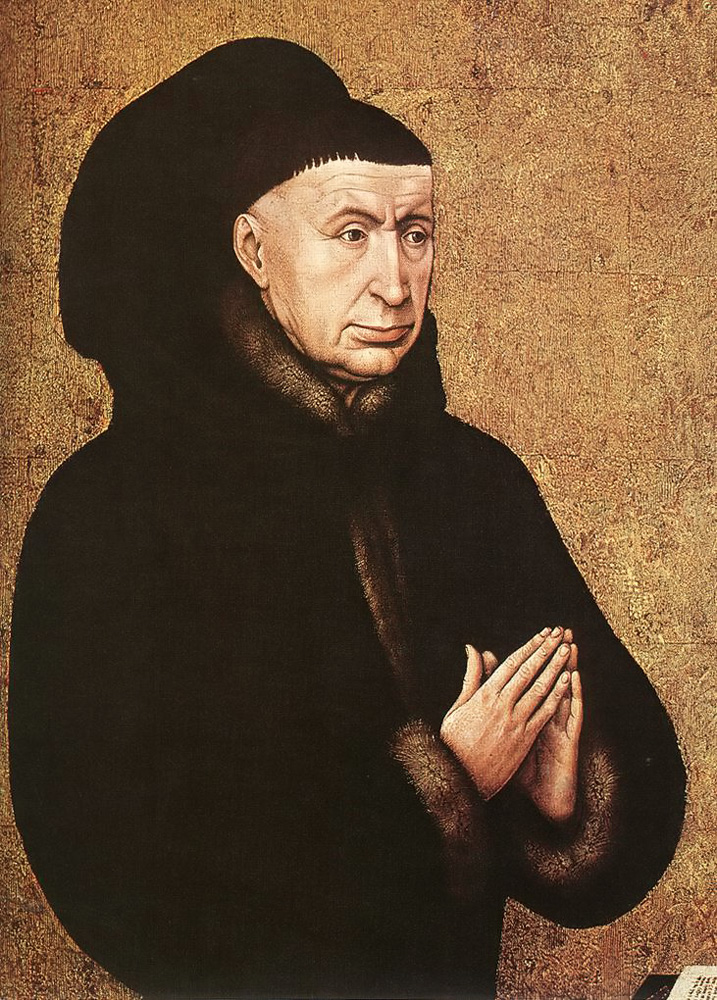
نيكولاس رولين، مؤسس (Hôtel-Dieu, Beaune)
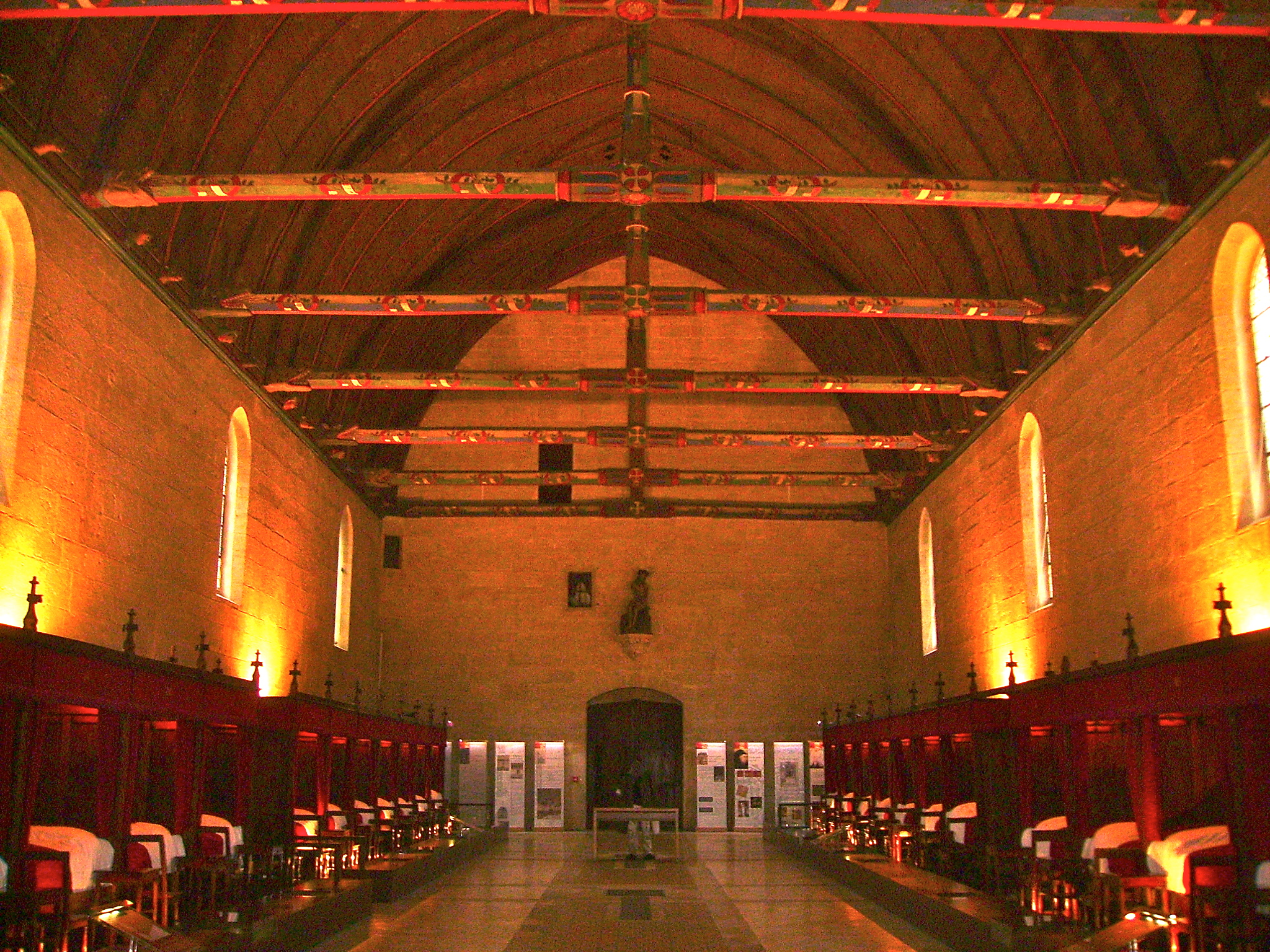
"Salle des Pôvres", Hôtel-Dieu, Beaune
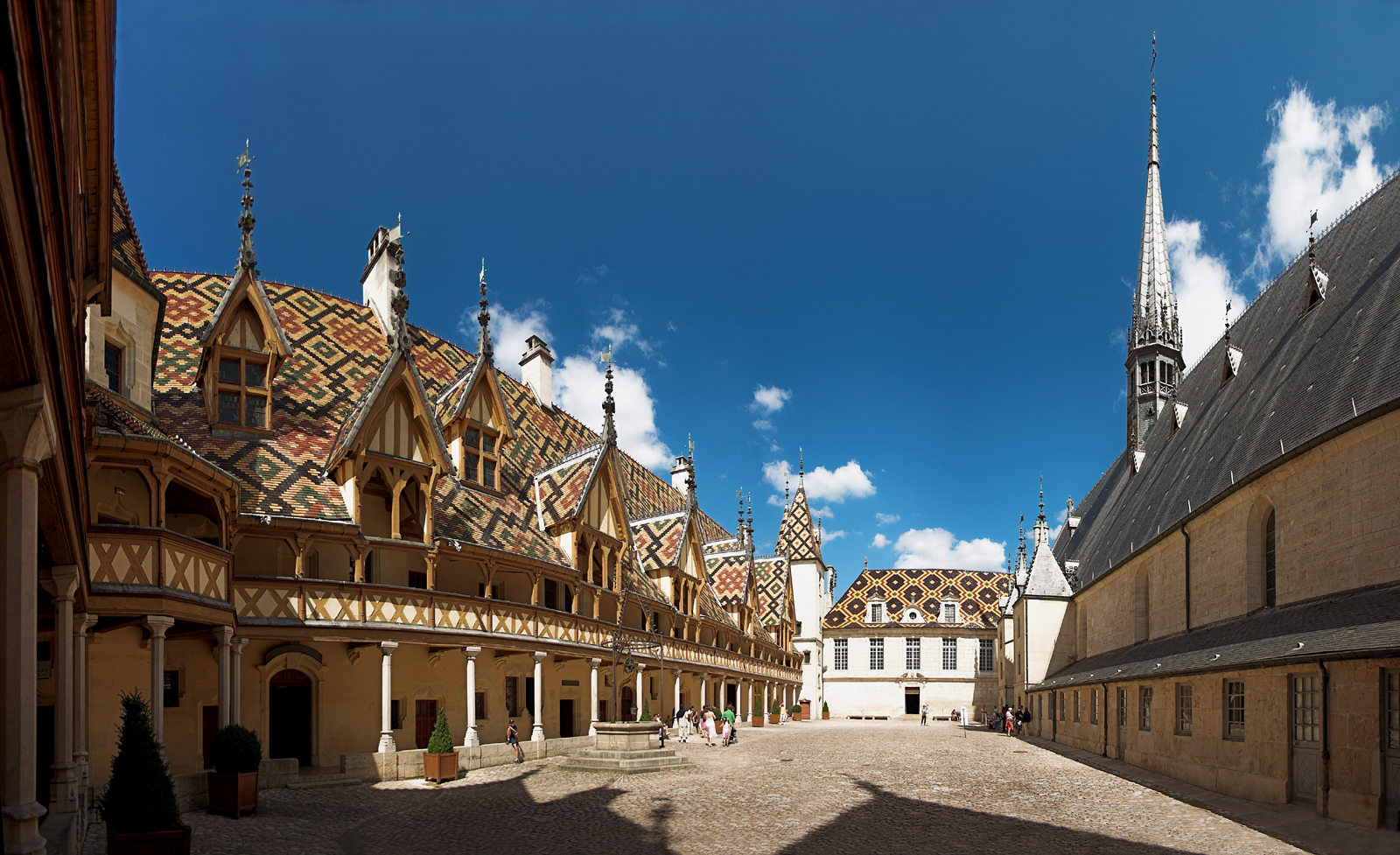
(Hôtel-Dieu, Beaune)

## أعلام
- غاسبار مونج
- غزلان الزواق
- رايموند سالي
- أدمون بونيت
- فرانسوا غارنييه
- إدوارد جولي
- هنري إيبرهارت